# Lista de representantes da França ao Oscar de melhor filme internacional

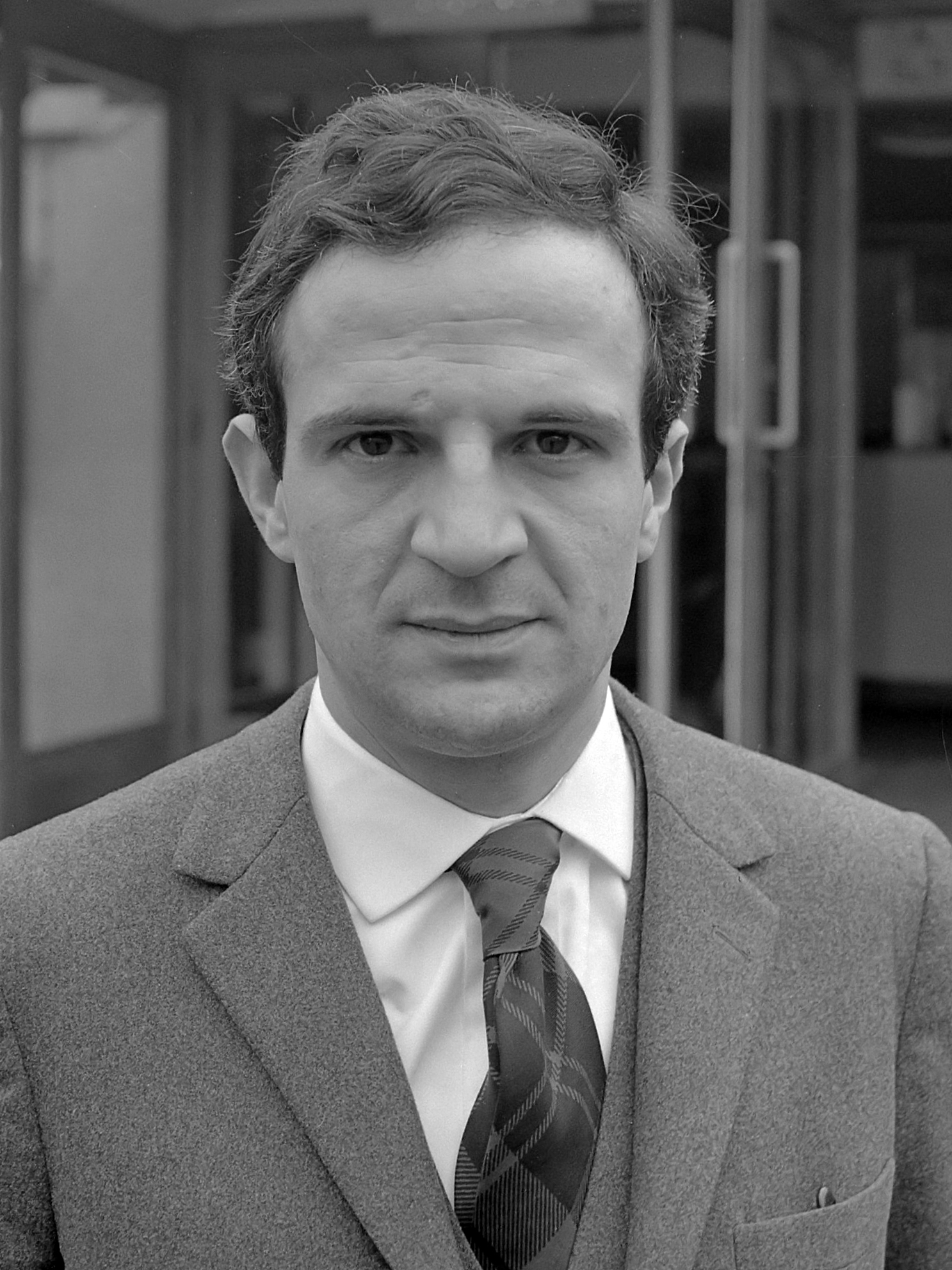
O filme La nuit américaine, de François Truffaut, venceu o prêmio em 1974.

A França tem enviado filmes ao Oscar de melhor filme internacional desde a concepção do prêmio. A França é um dos países mais bem sucedidos nesta categoria, tendo mais da metade das suas inscrições ao Oscar alcançado o status de indicação. Até a edição de 2023, a França enviou 68 filmes para análise; destes, 38 foram indicados ao Oscar e nove venceram o prêmio, não incluindo os que venceram Óscares Honorários.
A premiação é entregue anualmente pela Academia de Artes e Ciências Cinematográficas dos Estados Unidos a um longa-metragem produzido fora dos Estados Unidos que contenha diálogo majoritariamente em qualquer idioma, menos em inglês.
O Oscar de Melhor Filme Internacional foi criado em 1956; porém, entre 1947 e 1955, a Academia entregou Óscares Honorários aos melhores filmes de língua estrangeira lançados nos Estados Unidos. Estes prêmios não eram competitivos, já que não havia indicados, apenas um vencedor a cada ano que foi votado pelo Conselho de Governadores da Academia. Três filmes italianos receberam Óscares Honorários durante este período. Para o Oscar de 1956, uma categoria competitiva, conhecida como Oscar de Melhor Filme Estrangeiro, foi criada para filmes não falantes de inglês e passou a ser entregue anualmente desde então.
A inscrição francesa é decidida anualmente pelo Centre national de la cinématographie, afiliada ao Ministério da Cultura francês.

## Filmes
A Academia de Artes e Ciências Cinematográficas convida as indústrias cinematográficas de vários países a enviar seus melhores filmes para o Oscar de Melhor Filme Internacional desde 1956. O Comitê de Filmes Internacionais dirige o processo e revê todos os filmes enviados. Depois disso, eles votam via voto secreto para determinar os cinco indicados para o prêmio. Antes da premiação ser criada, o Conselho de Governadores da Academia votava em um filme todo ano que era considerado o melhor filme de língua estrangeira lançado nos Estados Unidos e não havia enviados.
A França é o único país que enviou filmes todos os anos desde a criação do prêmio em 1956, e é também o único a ser indicado em mais da metade das oportunidades em que o prêmio foi dado.
A lista abaixo contém os filmes enviados pela França para análise da Academia. Todas as inscrições eram principalmente em francês, com as notáveis exceções do vencedor Orfeu Negro, que é em português, em 1959, que foi uma co-produção com o Brasil, e Mustang em 2015, que é em turco.
| Ano (Cerimônia) | Título original                     | Título em português                  | Diretor(a)                         | Resultado       |
| --------------- | ----------------------------------- | ------------------------------------ | ---------------------------------- | --------------- |
| 1948 (21ª)      | Monsieur Vincent                    | O Capelão das Galeras                | Maurice Cloche                     | Oscar Honorário |
| 1950 (23ª)      | Au-delà des grilles                 | Três Dias de Amor                    | René Clément                       | Oscar Honorário |
| 1952 (25ª)      | Jeux interdits                      | Brinquedo Proibido                   | René Clément                       | Oscar Honorário |
| 1956 (29ª)      | Gervaise                            | Gervaise - A Flor do Lodo            | René Clément                       | Indicado        |
| 1957 (30ª)      | Porte des Lilas                     | Por Ternura Também Se Mata           | René Clair                         | Indicado        |
| 1958 (31ª)      | Mon Oncle                           | Meu Tio                              | Jacques Tati                       | Oscar           |
| 1959 (32ª)      | Orfeu Negro                         | Orfeu do Carnaval                    | Marcel Camus                       | Oscar           |
| 1960 (33ª)      | La Vérité                           | A Verdade                            | Henri-Georges Clouzot              | Indicado        |
| 1961 (34ª)      | L'année dernière à Marienbad        | O Ano Passado em Marienbad           | Alain Resnais                      | Não indicado    |
| 1962 (35ª)      | Les dimanches de Ville d'Avray      | Sempre aos Domingos                  | Serge Bourguignon                  | Oscar           |
| 1963 (36ª)      | Le feu follet                       | Trinta Anos Esta Noite               | Louis Malle                        | Não indicado    |
| 1964 (37ª)      | Les Parapluies de Cherbourg         | Os Guarda-Chuvas do Amor             | Jacques Demy                       | Indicado        |
| 1965 (38ª)      | Pierrot le Fou                      | O Demônio das Onze Horas             | Jean-Luc Godard                    | Não indicado    |
| 1966 (39ª)      | Un homme et une femme               | Um Homem, Uma Mulher                 | Claude Lelouch                     | Oscar           |
| 1967 (40ª)      | Vivre pour vivre                    | Viver por Viver                      | Claude Lelouch                     | Indicado        |
| 1968 (41ª)      | Baisers volés                       | Beijos Proibidos                     | François Truffaut                  | Indicado        |
| 1969 (42ª)      | Ma nuit chez Maud                   | Minha Noite com Ela                  | Éric Rohmer                        | Indicado        |
| 1970 (43ª)      | Hoa-Binh                            | Hoa-Binh                             | Raoul Coutard                      | Indicado        |
| 1971 (44ª)      | Remparts d'argile                   |                                      | Jean-Louis Bertuccelli             | Não indicado    |
| 1972 (45ª)      | Le charme discret de la bourgeoisie | O Discreto Charme da Burguesia       | Luis Buñuel                        | Oscar           |
| 1973 (46ª)      | La nuit américaine                  | A Noite Americana                    | François Truffaut                  | Oscar           |
| 1974 (47ª)      | Lacombe Lucien                      | Lacombe Lucien                       | Louis Malle                        | Indicado        |
| 1975 (48ª)      | India Song                          | India Song                           | Marguerite Duras                   | Não indicado    |
| 1976 (49ª)      | Cousin, Cousine                     | Primo, Prima                         | Jean-Charles Tacchella             | Indicado        |
| 1977 (50ª)      | La Vie devant soi                   | Madame Rosa - A Vida à Sua Frente    | Moshé Mizrahi                      | Oscar           |
| 1978 (51ª)      | Préparez vos mouchoirs              | Preparem Seus Lenços                 | Bertrand Blier                     | Oscar           |
| 1979 (52ª)      | Une histoire simple                 | Uma História Simples                 | Claude Sautet                      | Indicado        |
| 1980 (53ª)      | Le dernier métro                    | O Último Metrô                       | François Truffaut                  | Indicado        |
| 1981 (54ª)      | Diva                                | Diva: Paixão Perigosa                | Jean-Jacques Beineix               | Não indicado    |
| 1982 (55ª)      | Coup de torchon                     | A Lei de Quem Tem o Poder            | Bertrand Tavernier                 | Indicado        |
| 1983 (56ª)      | Coup de foudre                      |                                      | Diane Kurys                        | Indicado        |
| 1984 (57ª)      | Tchao Pantin                        | Tchau Mané                           | Claude Berri                       | Não indicado    |
| 1985 (58ª)      | Trois hommes et un couffin          | 3 Homens e Um Bebê                   | Coline Serreau                     | Indicado        |
| 1986 (59ª)      | 37°2 le matin                       | Betty Blue                           | Jean-Jacques Beineix               | Indicado        |
| 1987 (60ª)      | Au revoir les enfants               | Adeus, Meninos                       | Louis Malle                        | Indicado        |
| 1988 (61ª)      | La Lectrice                         | Uma Leitora Bem Particular           | Michel Deville                     | Não indicado    |
| 1989 (62ª)      | Camille Claudel                     | Camille Claudel                      | Bruno Nuytten                      | Indicado        |
| 1990 (63ª)      | Cyrano de Bergerac                  | Cyrano                               | Jean-Paul Rappeneau                | Indicado        |
| 1991 (64ª)      | Van Gogh                            | Van Gogh                             | Maurice Pialat                     | Não indicado    |
| 1992 (65ª)      | Indochine                           | Indochina                            | Régis Wargnier                     | Oscar           |
| 1993 (66ª)      | Germinal                            | Germinal                             | Claude Berri                       | Não indicado    |
| 1994 (67ª)      | Les roseaux sauvages                | Rosas Selvagens                      | André Téchiné                      | Não indicado    |
| 1995 (68ª)      | Gazon maudit                        | Uma Cama Para Três                   | Josiane Balasko                    | Não indicado    |
| 1996 (69ª)      | Ridicule                            | Caindo no Ridículo                   | Patrice Leconte                    | Indicado        |
| 1997 (70ª)      | Western                             | Bom Dia, França                      | Manuel Poirier                     | Não indicado    |
| 1998 (71ª)      | La vie rêvée des anges              | A Vida Sonhada dos Anjos             | Erick Zonca                        | Não indicado    |
| 1999 (72ª)      | Est-Ouest[A]                        | Leste/Oeste - O Amor no Exílio       | Régis Wargnier                     | Indicado        |
| 2000 (73ª)      | Le Goût des autres                  | O Gosto dos Outros                   | Agnès Jaoui                        | Indicado        |
| 2001 (74ª)      | Le Fabuleux Destin d'Amélie Poulain | O Fabuloso Destino de Amélie Poulain | Jean-Pierre Jeunet                 | Indicado        |
| 2002 (75ª)      | 8 femmes                            | 8 Mulheres                           | François Ozon                      | Não indicado    |
| 2003 (76ª)      | Bon Voyage                          | Viagem do Coração                    | Jean-Paul Rappeneau                | Não indicado    |
| 2004 (77ª)      | Les Choristes                       | A Voz do Coração                     | Christophe Barratier               | Indicado        |
| 2005 (78ª)      | Joyeux Noël                         | Feliz Natal                          | Christian Carion                   | Indicado        |
| 2006 (79ª)      | Fauteuils d'orchestre               | Um Lugar na Plateia                  | Danièle Thompson                   | Pré-lista       |
| 2007 (80ª)      | Persepolis                          | Persépolis                           | Vincent Paronnaud, Marjane Satrapi | Não indicado    |
| 2008 (81ª)      | Entre les murs                      | Entre os Muros da Escola             | Laurent Cantet                     | Indicado        |
| 2009 (82ª)      | Un prophète                         | O Profeta                            | Jacques Audiard                    | Indicado        |
| 2010 (83ª)      | Des hommes et des dieux             | Homens e Deus                        | Xavier Beauvois                    | Pré-lista       |
| 2011 (84ª)      | La guerre est déclarée              | A Guerra Está Declarada              | Valérie Donzelli                   | Não indicado    |
| 2012 (85ª)      | Intouchables                        | Intocáveis                           | Eric Toledano, Olivier Nakache     | Pré-lista       |
| 2013 (86ª)      | Renoir                              | Renoir                               | Gilles Bourdos                     | Não indicado    |
| 2014 (87ª)      | Saint Laurent                       | Saint Laurent                        | Bertrand Bonello                   | Não indicado    |
| 2015 (88ª)      | Mustang                             | Cinco Graças                         | Deniz Gamze Ergüven                | Indicado        |
| 2016 (89ª)      | Elle                                | Elle                                 | Paul Verhoeven                     | Não indicado    |
| 2017 (90ª)      | 120 battements par minute           | 120 Batimentos por Minuto            | Robin Campillo                     | Não indicado    |
| 2018 (91ª)      | La douleur                          | Memórias da Dor                      | Emmanuel Finkiel                   | Não indicado    |
| 2019 (92ª)      | Les Misérables                      | Os Miseráveis                        | Ladj Ly                            | Indicado        |
| 2020 (93ª)      | Deux                                | Nós Duas                             | Filippo Meneghetti                 | Pré-lista       |
| 2021 (94ª)      | Titane                              |                                      | Julia Ducournau                    | Não indicado    |
| 2022 (95ª)      | Saint Omer                          |                                      | Alice Diop                         | Pré-lista       |